# Таїланд у Першій світовій війні
Королівство Раттанакосін (сучасний Таїланд) — є одним із найменш відомих учасників Першої світової війни. Сіам взяв участь у боротьбі проти Центральних держав в одній із найважливіших кампаній війни. Сіамський експедиційний корпус бився на Західному фронті у Франції.
На початку війни в 1914 році Сіам оголосив про свій нейтралітет. Королівство зберігало цей статус до липня 1917 року, коли воно оголосило війну Німеччині та Австро-Угорщині. Після військової та спеціальної підготовки Сіамські експедиційні сили прибули на Західний фронт у середині вересня 1918 року, лише за два місяці до закінчення війни. Після перемир'я 11 листопада 1918 року сіамські війська сприяли початковій окупації Рейнської області, коли вони захопили місто Нойштадт-ан-дер-Гардт.

## Історія

### Передумови
На початок Першої світової війни Сіам мав теплі відносини з обома сторонами світового конфлікту. Сіам був єдиною азіатською країною, де німецький бізнес був добре розвинений, з річним обсягом торгівлі 22 мільйони німецьких марок до війни. На сіамський уряд працювало 48 громадян Німеччини. Водночас принци Сіаму, які виконували функції міністрів і осіб, які приймали рішення, розділилися з цього питання, віддаючи перевагу Британії.
Попри те, що Сіам успішно зберіг свою незалежність від європейських колоніальних держав, між 1889 і 1909 роками Сіам був змушений поступитися Лаос і Камбоджу Франції, а Кедах, Келантан, Тренгану і Перліс — Великій Британії, і сіамський уряд був змушений надати екстериторіальні права іноземних громадян. До 1909 року тривалий період переговорів про сіамські кордони фактично завершився. Рама VI сподівався переглянути нерівноправні договори, ставши на бік союзних держав.
Перша світова війна не мала прямого впливу на Сіам через велику відстань не лише від Європи, але й від колоніальних територій Німеччини в Тихому океані та на узбережжі Китаю. Так, у липні 1914 року сіамці офіційно оголосили про свій нейтралітет у війні. Аргументами, чому це сталося, було прагнення сіамців до стабільної економіки, страх перед можливим іноземним вторгненням із сусідніх колоніальних територій, таких як Індія та Малая, і національна гордість, оскільки багато громадян Сіаму були проти ідеї воювати на боці націй, до яких вони поступився землею. Приєднання до війни однак дозволило б королю зміцнити позиції Сіаму на міжнародній арені та зміцнити монархію в сіамській державі.
Король використовував війну як засіб для просування концепції сіамської нації та підтвердження свого верховенства як її глави, статусу, який підірвано таїландськими військовими при спробі Палацового перевороту 1912 року.

### Вступ у війну
22 липня 1917 року Сіам оголосив війну Німецькій та Австро-Угорській імперіям. Негайно 320 громадян Німеччини та Австро-Угорщини було взято під охорону, а 193 чоловіки, які не були дипломатами, були мирно переміщено в табір для інтернованих осіб у Бангкоку. 124 німецькі жінки та діти, включно з тайськими дружинами та дітьми німців, були інтерновані в Німецькому клубі. Однак наявність двох таборів для інтернованих у Бангкоку викликала побоювання в уряду, тоді як Британія почала тиснути на Сіам, щоб перевезти своїх військовополонених до Індії. Зрештою інтернованих німців та австро-угорців у лютому 1918 року було депортовано до Британської Індії, де до 1920 року вони перебували в таборах у Ахмаднагарі та Белгаумі. Крім негайного затримання громадян ворожих країн, дев'ять німецьких суден на річці Чаопхрая були захоплені сіамською владою. Ці судна залишалися під сіамським контролем протягом кількох місяців, перш ніж сім найбільших з них було передано союзникам, а Сіам залишив два невеликих. Німецькі підприємства, активи та майно також були арештовані.
У вересні 1917 року був зібраний добровольчий експедиційний корпус, який складався з медичного, автотранспортного та авіаційного загонів. До початку 1918 року з тисяч добровольців було відібрано 1284 особи. Сіамські експедиційні сили під командуванням генерал-майора Прая Тефатсадіна готувалися до відправлення до Франції. 30 липня 1918 року сіамці висадилися в Марселі. Близько 370 пілотів і екіпажів було відправлено на аеродроми в Істр, Ле-Кротуа, Ла-Шапель-ла-Рен, Біскарросс і Піокс для перепідготовки, оскільки пілоти були визнані нездатними витримувати повітряний бій на великій висоті.
1 серпня, коли французькі та британські дивізії наступали на німецькі позиції на Марні, французи відібрали кількох людей із сіамського загону для створення першого сіамського трудового добровольчого загону. Вони пройшли коротку допідготовку і 4 серпня 1918 року прибули на фронт для участі в другій битві на Марні. Прая Тефатсадін був у ролі спостерігача під час битви. Це був перший сіамський контингент, який побачив передову. Після цього в середині вересня сухопутні підрозділи Сіамських експедиційних сил активно діяли на фронті.
Також у серпні 1918 року на фронт були відправлені санітарно-автотранспортні загони, які брали участь у Шампаньській і Мез-Аргонській наступальних операціях 1918 року. Сіамські авіатори ще не закінчили навчання, коли 11 листопада 1918 року було підписано перемир'я. Сухопутні війська, з іншого боку, відзначилися під вогнем і були нагороджені французьким Воєнним хрестом та орденом Рами. Сухопутні підрозділи сіамців брали участь в окупації міста Нойштадт-ан-дер-Гардт у Рейнській області Німеччини, а також брали участь у Паризькому параді Перемоги 1919 року.